# Burutu
Burutu é uma cidade do estado de Delta, na Nigéria. Sua população é estimada em 17.943 habitantes.